# 고양이의 지구의
《고양이의 지구의》(猫の地球儀 네코노 지쿠기[*])는 아키야마 미즈히토가 쓰고 시이나 유우가 삽화를 담당한 단편 라이트 노벨이다. 사람이 아닌 고양이를 화자로 하고 있는 것이 특징으로, 제32회 성운상 일본 장편 부문 최종 후보작에 오르기도 하였다.